# 西森章
西森 章（にしもり あきら、1961年10月1日 - ）は、日本の男性アニメーション演出家、アニメーション監督。宮崎県出身。かつては西森明良という名義を使用していた。東京都西東京市在住。

## 来歴
1983年に大阪芸術大学映像計画学科を中退し、アートランドに入社する。1985年に退社し、以降フリーとして活動している。
元々実写映画に関わることを目指していたが、当時は狭き門で自分は無理だと思ったうえ、『機動戦士ガンダム』や『宇宙戦艦ヤマト』などのアニメブームで「アニメでも映画が撮れる」と思い、コネのあったアニメ業界に入ったという。

## 参加作品

### テレビアニメ
1982年
- 超時空要塞マクロス（絵コンテ）

1983年
- 超時空世紀オーガス（絵コンテ・演出）

1984年
- ゴッドマジンガー（演出）
- チックンタックン（絵コンテ）

1989年
- 小松左京アニメ劇場（チーフディレクター・演出）

1990年
- ダッシュ!四駆郎（絵コンテ）

1991年
- シティーハンター'91（絵コンテ）

1993年
- 機動戦士Vガンダム（絵コンテ・演出）

1994年
- 機動武闘伝Gガンダム（絵コンテ）
- 超くせになりそう（絵コンテ）
- 覇王大系リューナイト（絵コンテ・演出）

1995年
- 新機動戦記ガンダムW（絵コンテ）

1996年
- 機動新世紀ガンダムX（絵コンテ）
- 超者ライディーン（絵コンテ）

1997年
- 勇者王ガオガイガー（絵コンテ）
- 吸血姫美夕（絵コンテ）
- 忍ペンまん丸（演出）
- BURN-UP EXCESS（絵コンテ）

1999年
- ∀ガンダム（演出・絵コンテ）

2000年
- 犬夜叉（絵コンテ・演出）
- 機巧奇傳ヒヲウ戦記（絵コンテ・演出）

2001年
- Z.O.E Dolores, i（ストーリーボード）
- 機動天使エンジェリックレイヤー（絵コンテ）
- サイボーグ009 THE CYBORG SOLDIER（絵コンテ）

2003年
- 高橋留美子劇場（監督・絵コンテ・演出）

2004年
- GANTZ（絵コンテ）
- SAMURAI 7（絵コンテ）

2005年
- アイシールド21（演出）
- うえきの法則（絵コンテ）
- エンジェル・ハート（絵コンテ）
- ガンパレード・オーケストラ（絵コンテ）
- ギャラリーフェイク（監督）※1 - 12話まで
- CLUSTER EDGE（絵コンテ）
- ぺとぺとさん（監督）

2006年
- ウィッチブレイド（絵コンテ）
- 銀魂（絵コンテ）

2007年
- ZOMBIE-LOAN（監督）
- ひとひら（監督・絵コンテ・演出）

2008年
- 今日の5の2（絵コンテ）
- テイルズ オブ ジ アビス（絵コンテ）
- To LOVEる -とらぶる-（絵コンテ）

2009年
- バトルスピリッツ 少年激覇ダン（監督）
- PandoraHearts（絵コンテ）

2010年
- バトルスピリッツ ブレイヴ（監督）

2011年
- バトルスピリッツ 覇王（監督）※1 - 15話まで

2012年
- 神様はじめました（絵コンテ）
- To LOVEる -とらぶる- ダークネス（絵コンテ）
- 輪廻のラグランジェ season2（絵コンテ）
- LUPIN the Third -峰不二子という女-（絵コンテ・演出）

2013年
- ムシブギョー（絵コンテ）
- 弱虫ペダル（絵コンテ）

2014年
- いなり、こんこん、恋いろは。（絵コンテ）
- ご注文はうさぎですか?（絵コンテ）
- 東京ESP（絵コンテ）
- トリニティセブン（絵コンテ）
- ヒーローバンク（絵コンテ）

2015年
- 境界のRINNE（絵コンテ）
- 実は私は（絵コンテ）
- それが声優!（絵コンテ）
- FAIRY TAIL（絵コンテ）

2016年
- シュヴァルツェスマーケン（絵コンテ）
- 聖戦ケルベロス 竜刻のファタリテ（絵コンテ）
- 一人之下 the outcast（絵コンテ）
- ViVid Strike!（絵コンテ）
- 私がモテてどうすんだ（絵コンテ）

2017年
- サクラダリセット（絵コンテ）
- 覆面系ノイズ（絵コンテ）
- 18if（監督・絵コンテ）
- はじめてのギャル（絵コンテ）
- カードファイト!! ヴァンガードG Z（絵コンテ）
- 王様ゲーム The Animation（絵コンテ）

2018年
- 学園ベビーシッターズ（絵コンテ）
- かくりよの宿飯（絵コンテ）
- アンゴルモア 元寇合戦記（絵コンテ）
- 俺が好きなのは妹だけど妹じゃない（絵コンテ）
- ベルゼブブ嬢のお気に召すまま。（絵コンテ）

2019年
- グリムノーツ The Animation（絵コンテ・演出）
- キラッとプリ☆チャン（絵コンテ）
- 魔王様、リトライ!（絵コンテ）

2020年
- 理系が恋に落ちたので証明してみた。（絵コンテ）
- ゾイドワイルド ZERO（絵コンテ）
- アサティール 未来の昔ばなし（絵コンテ〈未来パート〉）
- Re:ゼロから始める異世界生活（絵コンテ）

2021年
- 俺だけ入れる隠しダンジョン（絵コンテ）
- メガトン級ムサシ（絵コンテ）

2022年
- デジモンゴーストゲーム（絵コンテ）
- くノ一ツバキの胸の内（絵コンテ）
- おにぱん!（絵コンテ）
- 群青のファンファーレ（絵コンテ）
- 邪神ちゃんドロップキックX（絵コンテ）
- 後宮の烏（絵コンテ）

2023年
- アリス・ギア・アイギス Expansion（絵コンテ）
- MIX MEISEI STORY 2ND SEASON 〜二度目の夏、空の向こうへ〜（絵コンテ）
- 遊☆戯☆王ゴーラッシュ!!（絵コンテ）
- 逃走中 グレートミッション（絵コンテ）
- ダークギャザリング（絵コンテ）
- ラグナクリムゾン（絵コンテ）

2024年
- 弱キャラ友崎くん 2nd STAGE（絵コンテ）
- 佐々木とピーちゃん（絵コンテ）
- メタリックルージュ（絵コンテ）
- 無職転生 II 〜異世界行ったら本気だす〜（絵コンテ）
- 嘆きの亡霊は引退したい（絵コンテ）
- ありふれた職業で世界最強 season 3（絵コンテ）

2025年
- 天久鷹央の推理カルテ（絵コンテ）
- 日本へようこそエルフさん。（絵コンテ）
- Aランクパーティを離脱した俺は、元教え子たちと迷宮深部を目指す。（絵コンテ）
- 魔神創造伝ワタル（絵コンテ）
- 華Doll*-Reinterpretation of Flowering-（絵コンテ）
- ニャイト・オブ・ザ・リビングキャット（絵コンテ）
- SAKAMOTO DAYS（絵コンテ）

### 劇場アニメ
1997年
- るろうに剣心 -明治剣客浪漫譚- 維新志士への鎮魂曲（絵コンテ）

1998年
- 機動戦士ガンダム 第08MS小隊 ミラーズ・リポート（演出）
- ビーストウォーズII ライオコンボイ、危機一髪!（監督・絵コンテ）

2002年
- エクスドライバー the Movie（監督）

2003年
- 名探偵コナン 迷宮の十字路（副監督・絵コンテ）

2004年
- 名探偵コナン 銀翼の奇術師（絵コンテ協力）

2006年
- 名探偵コナン 探偵たちの鎮魂歌（絵コンテ協力）

2008年
- 名探偵コナン 戦慄の楽譜（絵コンテ協力）

2009年
- 名探偵コナン 漆黒の追跡者（絵コンテ協力）

2013年
- 名探偵コナン 絶海の探偵 （絵コンテ協力）

### OVA
1985年
- 戦え!!イクサー1（絵コンテ）

1986年
- アーバンスクウェア 琥珀の追撃（原案・監督）

1987年
- 破邪大星ダンガイオー（絵コンテ・演出）

1988年
- 冥王計画ゼオライマー（絵コンテ）
- メタルスキンパニック MADOX-01（演出）

1989年
- 魔龍戦紀（絵コンテ）

1990年
- A.D.POLICE（監督）

1991年
- ねこ・ねこ・幻想曲（監督）

1992年
- 間の楔（監督）
- 創世機士ガイアース（テクニカルディレクター）
- 超時空要塞マクロスII -LOVERS AGAIN-（演出）

1994年
- おたくの星座（演出）

1995年
- 沈黙の艦隊（演出）

1996年
- ウルトラマン超闘士激伝（絵コンテ・演出）
- 機動戦士ガンダム 第08MS小隊（絵コンテ・演出）

2000年
- 真ゲッターロボ対ネオゲッターロボ（絵コンテ）

2001年
- マジンカイザー（絵コンテ）

2004年
- 新ゲッターロボ（絵コンテ）

## その他
- 愛國戰隊大日本（美術）
- 2009年10月19日放送のペット百科に飼い猫 ねね助 と出演